# Peeker
Peeker war eine deutsche Computerzeitschrift für den Apple-II-Computer. Hauptthema des Magazins waren Programme für den Apple II. Der Zeitschriftentitel stützt sich auf den Befehl PEEK. Die meisten Artikel von Peeker enthielten die Beschreibungen eines Programms, das entweder eine Anwendung, ein Utility für den Rechner oder eher selten ein Spiel war. In der Regel wurde die genaue Funktionsweise der jeweiligen Programme beschrieben. Die Hefte enthielten u. a. auch Programmierkurse und Hardwaretipps. Die Programme wurden zumeist auf Sammeldisketten veröffentlicht, die käuflich zu erwerben waren. In den späten Ausgaben wurde Programmcode auch direkt im Heft veröffentlicht.
Die Zeitschrift wurde erstmals im September 1984 von Ulrich Stiehl beim Hüthig-Verlag herausgebracht. Die Zeitschrift wurde monatlich veröffentlicht, die letzte Ausgabe erschien im März 1987. Insgesamt wurden 28 Ausgaben produziert.